# Raymond Alessandrini
Pour les articles homonymes, voir Alessandrini.
Raymond Alessandrini est un compositeur français de musiques de films et pianiste de studio, né le 20 janvier 1948 à Coblence (Allemagne),.

## Biographie

### Enfance et formation
Raymond Roger Michel Alessandrini est né le 20 janvier 1948 à Coblence en Allemagne,, d'une mère allemande et d'un père d'origine gréco-italienne,.  Interrogé par la revue Cinémaction dans une enquête parue en 1992, Alessandrini a dévoilé sa passion précoce pour le cinéma : tout jeune, il s'enthousiasme en particulier pour la musique que Miklós Rózsa avait créée pour le péplum Ben Hur de William Wyler,. Selon ses propres termes, il reconnaît qu'il a bénéficié durant toute son enfance d'une « diversité des cultures » qui peut expliquer l'éclectisme des bandes originales qu'il composera par la suite.
Il entame ses études musicales à Casablanca au Maroc dès l'âge de cinq ans, et commence à jouer du piano en public à sept ans. En 1959, après l'accession du Maroc à son indépendance, le jeune garçon et sa famille vont émigrer définitivement en France. En 1963, il entre au Conservatoire national supérieur de musique de Paris dans la classe du pianiste Pierre Sancan (il sera également un disciple de Jean Fassina). Il y apprend l'art de l'écriture musicale et décroche un premier prix de piano en 1966, puis un premier prix de musique de chambre l'année suivante. En 1968, il remporte également le 2e prix au Concours de la Guilde Française des Artistes Solistes en jouant les Variations sur un thème de Paganini de Brahms et la Toccata de Prokofiev. Après le conservatoire, il décide d'embrasser une carrière de pianiste soliste en France et dans d'autres pays, tout en continuant ses études de composition.

### Carrière musicale

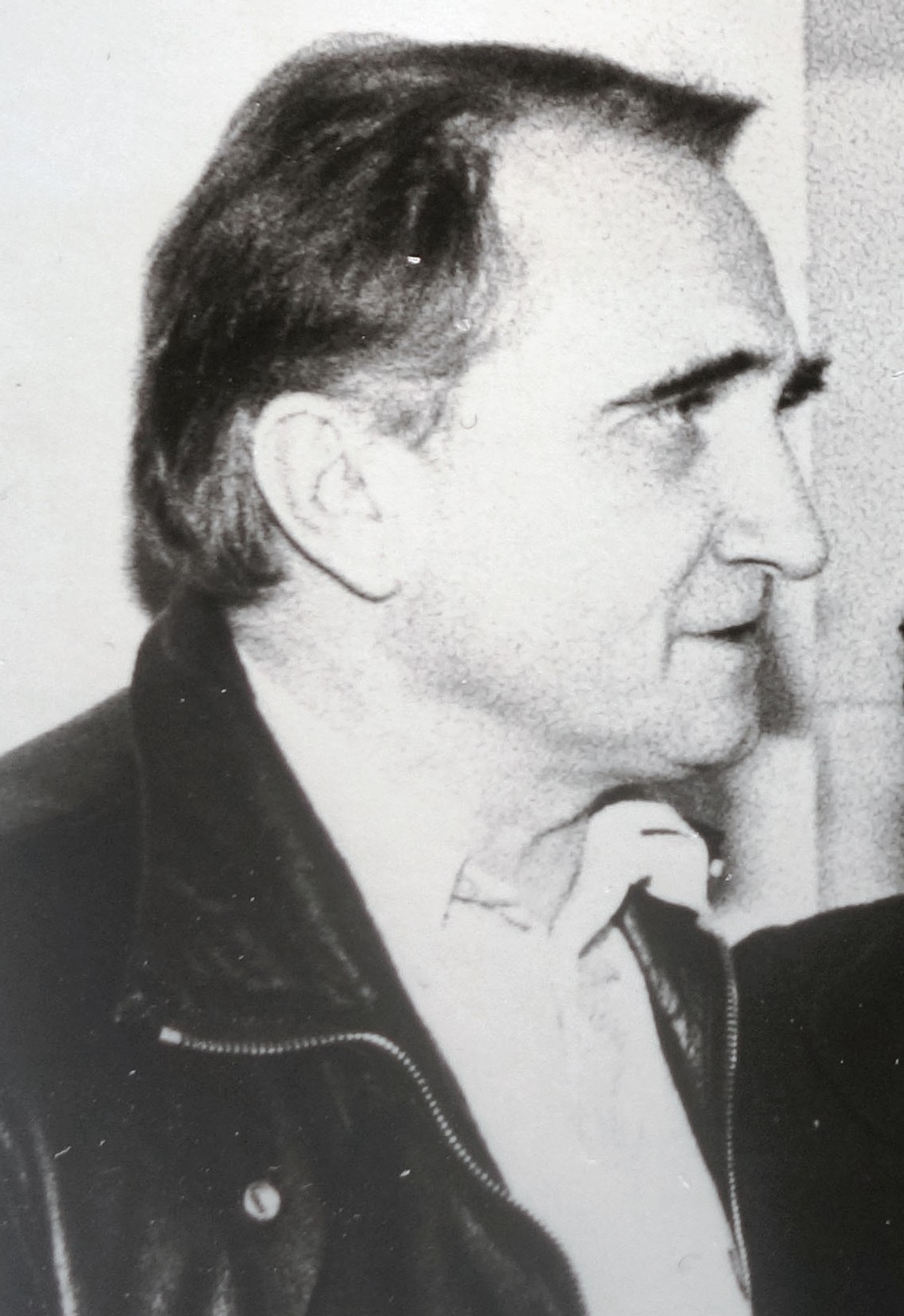
Michel Magne l'engage comme assistant en 1969.

En août 1969, il participe en tant que pianiste à l'émission Pique-nique : à Hérouville chez Michel Magne, tournée dans le fameux château d'Hérouville et diffusée sur la deuxième chaîne de l'ORTF,. C'est après cette émission qu'il accepte d'intégrer l'équipe d'orchestrateurs du compositeur Michel Magne. Interrogé le 19 juin 2012 par le journaliste Benoît Basirico, il a affirmé avoir conclu un marché : en échange de ses services d'assistant musical, Magne l'autorisait à utiliser son piano de concert sur son temps personnel afin qu'il puisse préparer des concours pour devenir concertiste classique,. Parallèlement et grâce à son travail auprès de Michel Magne, les talents de déchiffrage du jeune musicien lui permettent de se faire connaître comme pianiste de studio. Au début des années 1970, suite à de nombreuses grèves aux États-Unis (obligeant les musiciens à venir enregistrer à Londres puis à Paris), il est amené à travailler avec les plus grands compositeurs hollywoodiens comme Alfred Newman, Elmer Bernstein et plus tard Lalo Schifrin. Le jeune homme a alors la chance de jouer au sein de grands orchestres qui enregistraient à cette époque dans les studios d'enregistrement parisiens les plus importants.
Tout en travaillant comme pianiste de studio, il apprend les techniques de composition pour le cinéma auprès de Michel Magne. En 1973, il est pianiste soliste sur l'album Michel Magne et son grand orchestre jouent les musiques de film de Michel Magne, dans lequel le maestro a réorchestré ses plus grands thèmes comme Le Repos du guerrier, Mélodie en sous-sol ou Angélique, marquise des anges. Dans la décennie suivante, il conservera des liens étroits avec Michel Magne qui le recrute en 1982 sur son disque Classiques Synthétiseurs, où Alessandrini l'accompagne au piano avec l'assistance du pianiste Paul Castanier.
En 1975, Michel Magne, empêtré dans des difficultés financières consécutives à la vente de ses studios d'Hérouville-en-Vexin, n'a pas pu écrire la bande originale du film Chobizenesse de son complice Jean Yanne. Ce dernier compose alors lui-même à l'orgue la plupart des thèmes musicaux puis confie les arrangements et orchestrations à Raymond Alessandrini et Claude Germain. Les chansons de variété sont arrangées par Germain, et Alessandrini se charge de composer, à la manière de Jean-Sébastien Bach, la « fausse musique classique » écrite par le musicien mégalomane joué par Robert Hirsch dans le film,.
En 1976, il devient enseignant puis occupe le poste de professeur de piano au Conservatoire à rayonnement régional de Cergy-Pontoise de 1980 à 2014, tout en poursuivant sa carrière de pianiste de studio entre autres pour Michel Legrand et Vladimir Cosma. Ce dernier fait appel à lui pour interpréter la partie de piano concertant sur le célèbre thème Hello Marylin de la comédie romantique Un éléphant ça trompe énormément d'Yves Robert. Cinq ans plus tard, on le retrouve au studio Damiens-Aquarium devant un piano Bösendorfer, pour l'enregistrement de la bande originale du film Diva de Jean-Jacques Beineix qui offre à Vladimir Cosma son premier César de la meilleure musique originale. Cette année-là, Philippe Sarde le recrute également pour intégrer l'équipe des pianistes qui interprètent la Petite suite pour quatre pianos et alto de la bande originale du thriller financier Mille milliards de dollars d'Henri Verneuil.

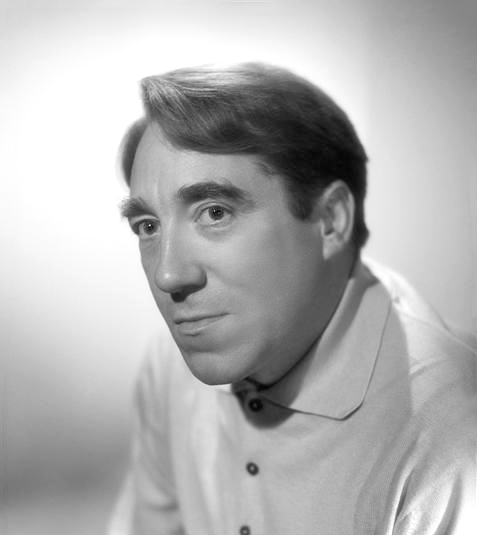
C'est grâce à Georges Delerue qu'il a pu écrire ses premières musiques de film.

C'est à la même époque qu'il fait la connaissance du compositeur Georges Delerue juste avant que ce dernier ne parte pour les États-Unis. Il devient son pianiste attitré,, et selon lui, cette collaboration fut particulièrement enrichissante sur le plan humain et professionnel. Après avoir écrit sa toute première musique originale pour le court-métrage Le temps d'une croisière de Chantal Aynes,, il est contacté par le cinéaste Jean L'Hôte pour composer la musique du téléfilm Les Joies de la famille Pinelli que Georges Delerue ne peut écrire lui-même,. Peu de temps après, il retrouve par hasard Jean Yanne dans un salon de thé à Paris,. Ce dernier lui propose alors de composer avec lui la musique de son film Deux heures moins le quart avant Jésus-Christ. La bande originale de ce péplum parodique à gros budget joue sur l'idée d'« anachronisme musical », avec des styles aussi variés que le jazz, le funk, le disco ou le reggae. En plus de son travail d'orchestration sur les chansons de Yanne, cette comédie lui permet de pasticher les musiques que Miklós Rózsa avait imaginées pour des épopées bibliques comme Ben-Hur ou Le Roi des rois,. L'enregistrement de la musique symphonique s'effectue aux CTS Studios de Londres en août 1982 avec le prestigieux Orchestre symphonique de Londres. Interrogé par Clément Fontaine, le compositeur souligne par ailleurs le contraste existant entre les conditions de travail qui prévalaient dans les années 1980 et celles d'aujourd'hui, où le budget alloué aux musiques de film en France est souvent réduit à la portion congrue.
Parallèlement à ses activités de compositeur, pianiste et chef d'orchestre, il travaille aussi comme orchestrateur ou simple musicien pour des artistes de variété française comme Alain Barrière, Michel Jonasz et surtout Jean Guidoni qu'il accompagne lors de son premier récital à l'Olympia en 1981, avant de réaliser, en collaboration avec le bassiste et arrangeur Jannick Top, les orchestrations très remarquées de certains de ses albums les plus connus comme Crime passionnel ou Le Rouge et le rose.
En 1983, il écrit sa première musique de film muet pour L'Hirondelle et la Mésange, un long métrage de André Antoine restauré par la Cinémathèque française et dont le montage avait été effectué par Henri Colpi,. Pour composer cette bande originale, il emprunte trois thèmes à Maurice Jaubert,. Par la suite, c'est lui qui dirige l'orchestre pendant les projections de L'Hirondelle et la Mésange lors de festivals en France, Belgique, Hollande, Italie, Angleterre et États-Unis. Quelques années plus tard, il compose la musique d'Un chapeau de paille d'Italie de René Clair, puis celle du film  Les Rapaces (Greed) d'Éric von Stroheim.

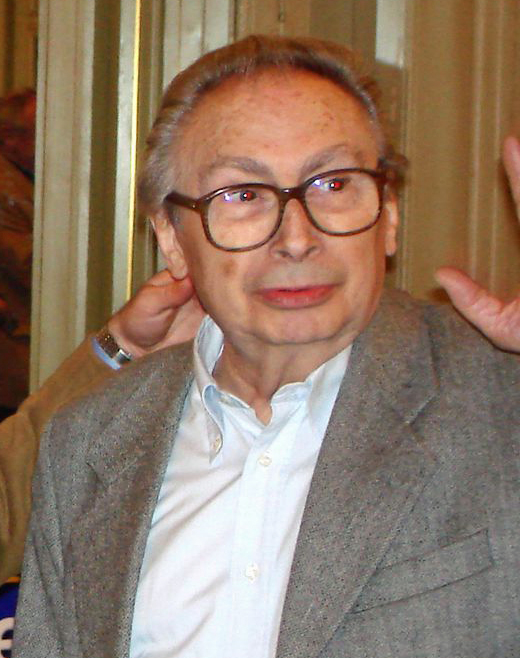
Le réalisateur Jean-Charles Tacchella en 2005.

 Après Deux heures moins le quart avant Jésus-Christ, Alessandrini ne retravaillera plus avec Jean Yanne, mais en revanche, il écrit de nombreuses bandes originales pour la télévision en collaborant notamment avec Michel Wyn. On lui doit entre autres la musique de la série Fabien de la Drôme (dont le thème s'inspire des musiques de western) et celle du feuilleton Félicien Grevèche. En 1984, il compose la musique du documentaire Angkor, la gloire et l'oubli de Pierre Philippe (diffusé le 15 septembre 1985 sur FR3). Puis il devient le compositeur attitré du cinéaste Jean-Charles Tacchella avec qui il signe Escalier C, Travelling avant, Dames galantes, L'Homme de ma vie, Tous les jours dimanche et Les Gens qui s'aiment. Composée en 1985, la bande originale d'Escalier C fait partie des musiques qui, selon lui, illustrent le mieux sa manière d'écrire pour le cinéma. De plus, il affirme que Jean-Charles Tacchella a la particularité de « pense[r] à la musique dès l'écriture de son scénario » et il estime qu'il est « un des rares cinéastes à savoir vraiment ce qu'il veut ». Parmi toutes les bandes originales composées par Alessandrini, la partition mélancolique pour accordéon, saxophone alto et petit ensemble de Travelling avant (1987) figure en bonne place dans la discographie idéale des musiques du cinéma français établie par le consultant musical Édouard Dubois. Le compositeur travaillera par la suite avec des cinéastes aussi différents que Magali Clément ou Tony Gatlif, tout en produisant de plus en plus pour la télévision. En 1990, il crée la musique de quatre épisodes de la série Le Roi de Patagonie de Stéphane Kurc et Georges Campana,.
Alors qu'Alain Lacombe et Georges Delerue estimaient qu'il faisait partie, avec Gabriel Yared, des compositeurs français parmi les plus prometteurs des années 1980 et 1990,, le musicien signe sa dernière partition pour le septième art en 2000,. Il devient directeur artistique pour Universal Music Classic France et auprès du Festival d'Auvers-sur-Oise, tout en étant régulièrement invité pour diriger l'orchestre lors des projections des films muets qu'il a mis en musique comme Un chapeau de paille d'Italie ou Les Rapaces. Il a également écrit quelques orchestrations pour les Victoires de la musique classique.
Actuellement, il vit à Uzès et fait partie du conseil d'administration du Festival Piano Campus.

## Œuvres de concert
Raymond Alessandrini a composé des pièces de musique savante pour des formations variées. Son catalogue comprend entre autres plusieurs morceaux pour saxophone alto et piano comme Chassé-croisé, Valse lente (tous deux écrits en 1990) ou Piazzolino (une pièce de 1991 qui évoque les tangos d'Astor Piazzolla), ainsi que des musiques de scène pour le théâtre. Une partie des partitions de ses œuvres (dont sa musique de chambre) est éditée par les éditions Billaudot. Ses Cinq psaumes en six mouvements ainsi que ses transcriptions d'œuvres vocales du répertoire classique ont été publiées par les éditions Diem.

### Musique de chambre
- Chassé-croisé, pour saxophone et piano
- Valse lente, pour saxophone et piano
- Piazzolino, pour saxophone et piano
- La Boîte de Pandore, pour saxophone et piano
- Studio saxo, pour saxophone et piano
- Cronos, pour saxophone solo
- Les Aventures de Poucette, pour flûte à bec et piano
- Lumière d'entracte, pour trois trompettes et trombone

### Musique concertante
- Concerto pour saxophone, orchestre à cordes et percussion
- To Bill or not to Bill, pour piano et orchestre

### Musique de scène
- Salle obscure de Pierre Philippe
- La Sortie au théâtre de Karl Valentin
- Antigone de Sophocle
- Frisette et La Station Champbaudet d'Eugène Labiche

### Musique vocale
- Cinq psaumes en six mouvements, pour soprano solo, grand chœur mixte, deux pianos et percussions

### Adaptations et réductions
- Requiem en ré mineur, pour deux pianos, timbales, chœur et solistes vocaux d'après le requiem KV 626 de Mozart
- Symphonie n°9, pour deux pianos, timbales, percussion, chœur et solistes vocaux d'après la transcription de Franz Liszt de la dernière symphonie de Beethoven
- Messe n°6 (en)  en mib majeur, pour deux pianos, timbales, chœur et solistes vocaux d'après la messe D. 950 de Schubert
- Ein deutsches Requiem, pour deux pianos, timbales, harpe, orgue ad libitum, chœur et solistes vocaux d'après l'opus 45 de Brahms
- Stabat Mater, pour deux pianos, timbales, chœur et solistes vocaux d'après l'œuvre de Rossini
- Stabat Mater, pour deux pianos, timbales, chœur et solistes vocaux d'après l'opus 58 de Dvořák
- Messe en ré majeur, pour deux pianos, timbales, orgue, chœur et solistes vocaux d'après l'opus 86 de Dvořák
- Requiem en si bémol mineur, pour deux pianos, timbales, orgue, chœur et solistes vocaux d'après l'opus 89 de Dvořák
- Te Deum, pour deux pianos, percussions, chœur et solistes vocaux d'après l'opus 103 de Dvořák
- Super flumina Babylonis (psaume 137), pour piano et chœur d'après une pièce de Fauré
- Don Quichotte de la Manche à Barcelone, pour deux pianos, percussion et deux chœurs mixtes d'après l'œuvre de Pierre-Philippe Bauzin

## Filmographie

### Cinéma

#### Longs métrages
- 1975 : Chobizenesse de Jean Yanne (avec Jean Yanne et Claude Germain)
- 1982 : Deux heures moins le quart avant Jésus-Christ de Jean Yanne
- 1984 : L'Hirondelle et la Mésange d'André Antoine (réalisé en 1920)
- 1985 : Escalier C de Jean-Charles Tacchella
- 1986 : Un chapeau de paille d'Italie de René Clair (réalisé en 1927)
- 1987 : Travelling avant de Jean-Charles Tacchella
- 1988 : La Maison de Jeanne de Magali Clément
- 1989 : Pleure pas my love de Tony Gatlif
- 1990 : Dames galantes de Jean-Charles Tacchella
- 1991 : Triplex de Georges Lautner
- 1992 : Totte et sa Chance d'Augusto Genina (réalisé en 1925)
- 1992 : L'Homme de ma vie de Jean-Charles Tacchella
- 1994 : Priez pour nous de Jean-Pierre Vergne
- 1995 : Tous les jours dimanche de Jean-Charles Tacchella
- 1996 : Golden Boy de Jean-Pierre Vergne
- 2000 : Les Gens qui s'aiment de Jean-Charles Tacchella
- 2000 : Les Rapaces (Greed) d'Éric von Stroheim (réalisé en 1923)

#### Courts métrages
- 1980 : Le temps d'une croisière de Chantal Aynes
- 1983 : Le voyage à Deauville de Jacques Duron

### Télévision

#### Téléfilms
- 1982 : Les Joies de la famille Pinelli de Jean L'Hôte
- 1985 : Angkor, la gloire et l'oubli (documentaire) de Pierre Philippe
- 1986 : Les Louves (A life after the death) de Peter Duffell
- 1987 : Hand in Glove de Peter Duffell
- 1990 : Les Cavaliers aux yeux verts de Michel Wyn
- 1992 : Prêcheur en eau trouble de Georges Lautner
- 1993 : Jenny Marx, la femme du diable de Michel Wyn
- 1993 : Piaf, une brève rencontre de Michel Wyn
- 1993 : Mistinguett une histoire d'amour de Michel Wyn
- 1994 : Un crime de guerre de Michel Wyn
- 1996 : Les pisteurs : le marché du sport de Luc Béraud

#### Séries télévisées
- 1983 : Fabien de la Drôme de Michel Wyn
- 1984 : Jeu set et match de Michel Wyn (mini-série)
- 1985 : Les Colonnes du Ciel de Gabriel Axel (mini-série)
- 1986 : Félicien Grevèche de Michel Wyn  (mini-série)
- 1987 : L'Heure Simenon (épisode Cour d'assises de Jean-Charles Tacchella)
- 1988 : L'affaire Saint-Romans de Michel Wyn
- 1990 : Le Roi de Patagonie de Georges Campana et Stéphane Kurc (mini-série)
- 1990-1991 : Coup de foudre (épisodes Adolphe et les menteuses et Martingale (Tropical gamble) de Michel Wyn)
- 1991-1992 : Aldo classes tous risques (épisodes Mascarade et La Guigne de Michel Wyn)

### Documentaire
- Compositeurs/Réalisateurs, dialogue impossible ?, de La Prod SA (prod.) et de Vincent  Perrot (réal.), 2002, DVD — Raymond Alessandrini est interrogé dans le 3e chapitre de la 1re partie du documentaire, portant sur la « Musique et le cinéma muet ». Il interprète au piano sa musique pour le film Un chapeau de paille d'Italie de René Clair.